# Turiddo Campaini
Turiddo Campaini (Montelupo Fiorentino, 15 ottobre 1940) è un dirigente d'azienda italiano.
Per 41 anni è stato il presidente di Unicoop Firenze, dal 1973 (anno in cui questa cooperativa venne creata dalla fusione di Toscocoop, Coop Etruria e Unicoop Empoli) al luglio 2014.

## Biografia
La carriera di Campaini, diplomato in ragioneria, assunto nel 1958 in una vetreria di Empoli prima di entrare nel 1963 nel 'mondo cooperativo', la Cooperativa del popolo di Empoli presieduta da Duilio Susini. Nel '71, al momento della dimissione di Susini, ne diventa presidente per poi essere nel 1973 tra i protagonisti della fusione tra le principali cooperative di consumo toscane che porterà alla nascita di Unicoop Firenze. E ne assume la presidenza. 
Consigliere comunale a Empoli del Pci dal 1980 al 1985, è stato contrario all'alleanza tra il marchio Coop e Conad e contrario alla scalata di Unipol a Bnl perché la finanza "è una bestiaccia", salvo poi entrare con una quota azionaria del 2,7% nella Banca Monte dei Paschi di Siena, sedendo dal 2003 nel consiglio d'amministrazione e diventandone in seguito vicepresidente per poi dimettersi alla fine del 2012 dall'incarico per motivi personali proprio poco prima che scoppiasse lo scandalo della Mps. Qualche mese più tardi lascia anche il posto nel consiglio di amministrazione. Per i soci della cooperativa l'avventura rovinosa in Mps costa 400 milioni.
Nel 2010 ha pubblicato per i tipi di Baldini Castoldi Dalai Editore il libro intervista Un'altra vita è possibile in cui sono raccolti i risultati di alcune lunghe conversazioni tra questo manager e il giornalista Pietro Jozzelli.  

Quando nel luglio 2014 non viene più rieletto alla presidenza di Unicoop Firenze, Campaini è nominato presidente onorario. Per farlo, viene cambiato lo statuto.